# Heterocampa obliqua
Heterocampa obliqua är en fjärilsart som beskrevs av Alpheus Spring Packard 1864. Heterocampa obliqua ingår i släktet Heterocampa och familjen tandspinnare. Inga underarter finns listade i Catalogue of Life.